# گریس ابی
گریس ابی (انگلیسی: Grace Abbey؛ زادهٔ ۲۲ ژانویهٔ ۱۹۹۹) بازیکن فوتبال اهل بریتانیا است.
وی همچنین در تیم ملی فوتبال Australia U20 بازی کرده‌است.